# 집단소송 목록
집단소송 목록은 널리 알려진 전세계에서 발생한 집단소송(class action lawsuit)에 대한 목록이다.

## 집단소송 사건
- 리탈린 집단소송,  미국, 2000년
- 태안 유조선 침몰 집단소송,  대한민국
- 알래스카 유조선 침몰 집단소송,  미국
- 송전탑 집단소송,  대한민국
- 옥션 해킹 집단소송,  대한민국

## 집단소송 전문 변호사
- 윌리엄 리러치 - 전직 미국 캘리포니아주 변호사

## 기타 이슈
- 2005년 집단 소송 공평법